# Теорема Паскаля

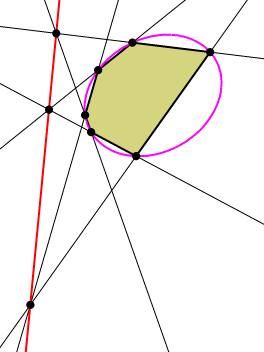
Шестиугольник вписан в эллипс, точки пересечения трёх пар противоположных сторон лежат на одной (красной) прямой

Теоре́ма Паска́ля — классическая теорема проективной геометрии.

## Формулировка
Если шестиугольник вписан в окружность (или в любое другое коническое сечение — эллипс, параболу, гиперболу), то точки пересечения трёх пар противоположных сторон лежат на одной прямой.
Эту прямую называют прямой Паскаля .

## История
Впервые сформулирована и доказана Блезом Паскалем в возрасте 16 лет как обобщение теоремы Паппа. Эту теорему Паскаль взял за основание своего трактата о конических сечениях. Сам трактат пропал и известно лишь его краткое содержание по письму Лейбница, который во время своего пребывания в Париже имел его в своих руках, и краткое изложение основных теорем этого трактата, составленное самим Паскалем (Опыт о конических сечениях).  Сам Паскаль считал пару прямых в теореме Паппа коническим сечением, а теорему Паппа частным случаем своей теоремы.

## О доказательствах
- Одно из доказательств использует счёт в двойных отношениях.
- Возможное доказательство основано на последовательном применении теоремы Менелая.
- Проективным преобразованием можно перевести описанную конику в окружность, при этом условие теоремы сохранится. Для окружности теорема может быть доказана из существования изогонального сопряжения.
  - В случае выпуклого многоугольника, вписанного в окружность, можно осуществить проективное преобразование, оставляющее окружность на месте, а прямую, проходящую через точки пересечения двух пар противоположных сторон увести на бесконечность. В этом случае утверждение теоремы станет очевидным.
- Возможное доказательство может быть также  основано на теореме о 9 точках на кубике.

## Применение
Позволяет строить коническое сечение по пяти точкам, как геометрическое место точек соответственных шестой точке шестиугольника в конфигурации.

## Вариации и обобщения
- Теорема Паскаля двойственна к теореме Брианшона.

- Если главные диагонали шестиугольника пересекаются в одной точке, то соответствующая прямая, возникающая в теореме Паскаля, является полярой этой точки относительно коники, в которую вписан шестиугольник.
  - В общем случае, прямая из теоремы Паскаля для шестиугольника, вписанного в конику {\displaystyle {\mathcal {K}}}, является полярой относительно {\displaystyle {\mathcal {K}}} точки из теоремы Брианшона для шестиугольника, образованного касательными к {\displaystyle {\mathcal {K}}} в вершинах исходного шестиугольника.

Вырожденные случаи теоремы Паскаля

- Теорема верна и в том случае, когда две или даже три соседних вершины совпадают (но не более чем по две в одной точке). В этом случае в качестве прямой, проходящей через две совпадающие вершины, принимается касательная к линии в этой точке. В частности:
  - Касательная к линии 2-го порядка, проведённая в одной из вершин вписанного пятиугольника, пересекается со стороной, противоположной этой вершине, в точке, которая лежит на прямой, проходящей через точки пересечения остальных пар несмежных сторон этого пятиугольника.
  - Если ABCD ― четырёхугольник, вписанный в линию 2-го порядка, то точки пересечения касательных в вершинах С и D соответственно со сторонами AD и ВС и точка пересечения прямых АВ и CD лежат на одной прямой.
  - Если ABCD ― четырёхугольник, вписанный в линию 2-го порядка, то точки пересечения касательных в вершинах С и D, прямых AC и BD, а также прямых AD и BC лежат на одной прямой.
  - Точки пересечения касательных в вершинах треугольника, вписанного в линию 2-го порядка, с противоположными сторонами лежат на одной прямой.
    - Эта прямая называется прямой Паскаля данного треугольника.

- В 1847 появилось обобщение теоремы Паскаля, сделанное Мёбиусом, которое звучит так:
  - Если многоугольник с {\displaystyle 4n+2} сторонами вписан в коническое сечение и противоположные его стороны продолжены таким образом, чтобы пересечься в {\displaystyle 2n+1} точке, то если {\displaystyle 2n} этих точек лежат на прямой, последняя точка будет лежать на той же прямой.

- Теорема Киркмана: Пусть точки {\displaystyle A}, {\displaystyle B}, {\displaystyle C}, {\displaystyle D}, {\displaystyle E} и {\displaystyle F} лежат на одном коническом сечении. Тогда прямые Паскаля шестиугольников {\displaystyle ABFDCE}, {\displaystyle AEFBDC} и {\displaystyle ABDFEC} пересекаются в одной точке.

- Теорема о 9 точках на кубике

## Дополнительные иллюстрации

Шесть прямых Паскаля GHK самопересекающегося (невыпуклого) шестиугольника ABCDEF, вписанного в эллипс. Его три пары противоположных сторон выделены разными цветами (одна пара красная, другая жёлтая, а третья синяя). Точки пересечения лежат на одной прямой (эта прямая - прямая Паскаля - показана белым цветом)

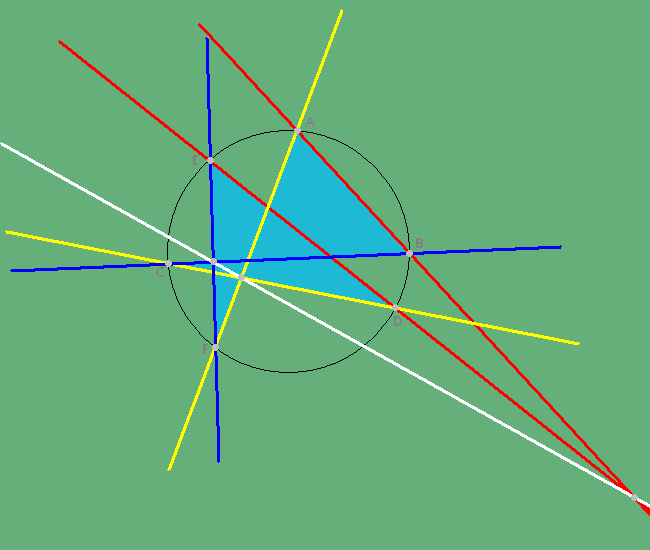
Самопересекающийся (невыпуклый) шестиугольник ABCDEF, вписанный в окружность. Три пары его противоположных сторон пересекаются внешним образом так, что они лежат на одной прямой (на прямой Паскаля). Каждая из трёх пар его противоположных сторон пересекается внешним образом. Эти три пары показаны тремя цветами: одна пара красная, другая жёлтая, а третья синяя. Сама прямая Паскаля показана белым цветом

Теорема верна даже для такого шестиугольника. Здесь имеется наружное пересечение трёх пар противоположных сторон выпуклого шестиугольника ABCDEF, вписанного в окружность (она справа). Его три пары противоположных сторон пересекаются в трёх точках M, N и P, лежащих на одной прямой (показаны слева). Три пары его противоположных продолженных сторон пересекаются на линии Паскаля (синяя)